# سان پدرو دل آریو
سان پدرو دل آریو دهستانی در استان آبیلای اسپانیا است.
در این دهستان ۵۰۴ نفر زندگی می‌کنند. مساحت این دهستان ۱۸٫۵۴ کیلومتر مربع است.